# Век джаза

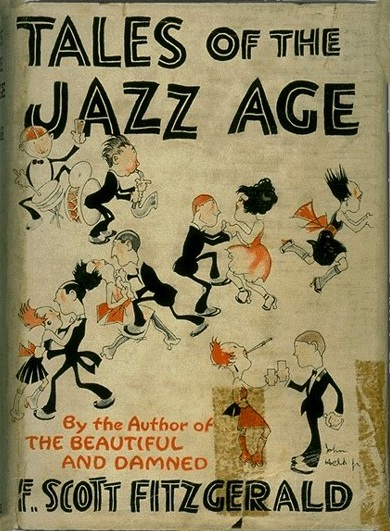
Обложка первого издания сборника рассказов Фицджеральда «Сказки века джаза» (1922)

Век джаза (Jazz Age) — введённое писателем Фрэнсисом Скоттом Фицджеральдом для обозначения периода в истории США между окончанием Первой мировой войны (1918) и началом Великой депрессии (1929), обусловленное большой популярностью джазовой музыки. Приблизительный аналог понятий «золотые двадцатые» в Германии и «ревущие двадцатые» в Великобритании (хотя последний термин применим и к США).

## История
Фицджеральд отмечал в своём автобиографическом эссе «Отзвуки Века Джаза» (1931): 
Слово „джаз“, которое теперь никто не считает неприличным, означало сперва секс, затем стиль танца и, наконец, музыку. Когда говорят о джазе, имеют в виду состояние нервной взвинченности, примерно такое, какое воцаряется в больших городах при приближении к ним линии фронта.
По мнению Фицджеральда, в основе этой эпохи находится «сиюминутная радость», «лихорадочный гедонизм», «испепеляющая жажда жить — сегодня, немедленно, здесь и сейчас» и в то же время «ощущение распада былого миропорядка, словно бы взорванного войной», ощущение «распавшейся связи времён и неожиданно возникшего вакуума между разными поколениями». Писатель выделял в ней два важных момента: во-первых, связь с карнавалом («Америка затевала самый массовый, самый шумный карнавал за всю свою историю»), а во-вторых, связь с Первой мировой войной и потерянным поколением. По мнению российского писателя Мир-Хайдарова, американский писатель и сам рассматривается во многом как яркий выразитель «века джаза». Таким образом Фицджеральд — «певец эпохи джаза двадцатых годов прошлого века, его „Великий Гэтсби“ — символ эпохи джаза. Светская хроника Старого и Нового света называла Скотта и Зельду принцем и принцессой своего поколения».
В течение этого периода джаз влиял на многие сферы культурной жизни Америки, в особенности на массовую культуру. Основным фактором его популярности стало начало регулярного радиовещания (1922), благодаря которому даже американцы, живущие вдали от мегаполисов, могли знакомиться с новыми стилями музыки, не покидая своей гостиной. Проводились трансляции выступлений любительских групп и биг-бэндов из таких музыкальных столиц, как Нью-Йорк и Чикаго. При этом радиостанции поначалу предпочитали негритянской музыку белых исполнителей.
В 1920-е годы под влиянием ряда факторов американская молодёжь стала бунтовать против традиционной для предыдущих поколений культурной парадигмы. Это проявлялось в моде на негритянский танец чарльстон, новых веяниях в костюме, растущей популярности радиоконцертов. Эпоха джаза ярко запечатлена в романах Ф. С. Фицджеральда (в первую очередь, «По эту сторону рая», «Великий Гэтсби») и в некоторых фильмах той эпохи («Певец джаза»).